# تشروش ايتيوند (مقاطعة دلفان)
تشروش ايتيوند (بالفارسية: چروش ایتیوند) هي قرية تقع في قسم ايتيوند الجنوبي الريفي (مقاطعة دلفان) في إيران. يقدر عدد سكانها بـ 210 نسمة بحسب إحصاء 2016.